# 莫頓 (澳大利亞國會選區)
莫頓選區（英語：Division of Moreton），是澳大利亞昆士蘭州的下議院選區，位於州府布里斯班南部。面積111平方公里。
選區始於1900年，是原始的七十五個國會選區之一。名字指的是探險家詹姆斯·庫克在1770年所發現海灣的周圍陸地，以第十四代莫頓伯爵命名，但封地被錯拼為Moreton。1906年至1990年以前包括自由黨在內的保守政黨佔優，但此後是工黨和自由黨競爭的選區。2007年起當區議員為工黨的葛拉罕·佩雷特。